# Gruppe Harich
Gruppe Harich. auch Harich-Gruppe, war die ursprünglich diskriminierende Bezeichnung der DDR-Justiz und der gleichgeschalteten DDR-Medien für die Angeklagten der Strafprozesse gegen den Kreis der Gleichgesinnten und sein Umfeld.
Im Verlauf der Entstalinisierung, insbesondere nach der Geheimrede Chruschtschows auf dem XX. Parteitag der KPdSU bildeten sich wie in Polen und Ungarn (Petőfi-Kreise, -Clubs) Mitte 1956 auch in der DDR spontan informelle Gruppen marxistischer Intellektueller, die parteiintern Reformen mit vorwiegend national-kommunistischen Zielstellungen einforderten.
In Leipzig traf sich der Bloch-Kreis, in Berlin entstanden der Kreis der Gleichgesinnten um Walter Janka und Gustav Just, der Donnerstags-Kreis um Fritz J. Raddatz und der Kreis um Fritz Cremer.
Der Kreis der Gleichgesinnten, den vorrangig Mitarbeiter und Autoren des Aufbau-Verlages und der Wochenzeitung Sonntag bildeten, war die bedeutendste dieser Diskussionsgruppen. Es bestanden Kontakte zu Georg Lukács, Ernst Bloch, Paul Merker und Johannes R. Becher. Wolfgang Harich, der „Formulierungsstärkste“, wurde beauftragt, die Diskussionsergebnisse zusammenzufassen. Er verfasste die Plattform für den besonderen deutschen Weg zum Sozialismus. Der wesentliche Inhalt waren die Forderungen:
- Ablösung Walter Ulbrichts als Partei- und Staatschef,
- freie Wahlen, Meinungsfreiheit und Rechtsstaatlichkeit,
- volle Souveränität der DDR und Abzug der sowjetischen Truppen,
- wirtschaftliche Reformen mit dem Ziel einer höheren Eigenverantwortung der Produzenten,
- Annäherung zwischen SED und westdeutscher SPD – als Voraussetzung für:
- deutsche Wiedervereinigung als neutraler, entmilitarisierter Staat mit sozialistischer Prägung.

Die Plattform sollte als Grundlage einer umfassenden parteiinternen Diskussion dienen und in der Partei-Zeitschrift Einheit veröffentlicht werden. Harich übergab jedoch ein Exemplar dem sowjetischen Botschafter Georgi Puschkin in Berlin, von dem er sich Unterstützung gegen den „Stalinisten“ Ulbricht versprach. Puschkin informierte diesen aber. Ulbricht warnte Harich in einem persönlichen Gespräch vor weiteren Aktivitäten, der informierte jedoch Rudolf Augstein und Mitarbeiter des Ostbüros der SPD. Westdeutsche Medien verbreiteten den Inhalt der Plattform.
Daraufhin wurden am 29. November 1956 Harich, Steinberger und der Journalist Hertwig verhaftet, Janka eine Woche später, am 6. Dezember. Just, der Rundfunkkommentator Wolf und Heinz Zöger, die als Zeugen für Harich auftraten, wurden im März 1957 im Gerichtssaal festgenommen.
In zwei Schauprozessen im März und Juli 1957 wurden wegen „Bildung einer konspirativen staatsfeindlichen Gruppe“ verurteilt
- Wolfgang Harich zu zehn Jahren Zuchthaus,
- Walter Janka fünf Jahren Zuchthaus,
- Gustav Just und Bernhard Steinberger zu je vier Jahren Zuchthaus,
- Richard Wolf zu drei Jahren Zuchthaus,
- Heinz Zöger zu zweieinhalb Jahren Zuchthaus und
- Manfred Hertwig zu zwei Jahren Zuchthaus.

Generalstaatsanwalt Melsheimer beschimpfte den Hauptangeklagten:
„Ich glaube, ich habe im Laufe meines Plädoyers die Natur Harichs, den Menschen Harich, in all seiner Feigheit und Angst, in all seinem Ehrgeiz, in all seiner Anmaßung, in all seiner Überheblichkeit, in all seinem Karrierismus genügend geschildert. Er verdient eine schwere Strafe. Ein langjähriger Umerziehungsprozess ist bei Harich notwendig.“
Harich bereute und dankte den Untersuchungsorganen:
„Mir ist es klar, dass der Staatssicherheit zu danken ist, dass sie also unseren Staat vor größerem Schaden bewahrt hat […] Ich wäre nämlich nicht mehr aufzuhalten gewesen. Ich war wie so ein durchgebranntes Pferd, das man nicht mehr durch Zurufe aufhält. Mit diesen Ideen im Kopf bin ich eben durchgegangen, und wenn sie mich nicht festgenommen hätten, dann wäre ich heute nicht reif für die zehn Jahre, die der Herr Generalstaatsanwalt beantragt hat, sondern für den Galgen. Und deshalb […] sage ich der Staatssicherheit also dafür meinen Dank.“
Janka dagegen erklärte standhaft seine Unschuld:
„Die Erklärung, die ich abgeben möchte, bezieht sich auf die Charakteristik […], dass ich zu einem Hasser der Arbeiter-und-Bauern-Macht geworden bin, dass ich meine Partei verraten habe, dass ich hinterlistige Pläne, konspirative Pläne, konterrevolutionäre Pläne zur Liquidierung der Arbeiter-und-Bauern-Macht, zur Wiederherstellung des Kapitalismus wissentlich oder bewusst angestrebt oder verfolgt oder unterstützt habe. Ich erkläre […], dass es völlig ausgeschlossen ist, dass ich zu einem Hasser und zu einem Verräter an der Arbeiter-und-Bauern-Macht geworden bin oder jemals werden kann. Von meinen 43 Lebensjahren sind fast 30 Jahre […] mit der Arbeiterklasse, mit der kommunistischen Bewegung verbunden […] Es ist kein leeres Wort, dass ich mich lieber in Stücke reißen lasse, als dass ich Konzessionen machen würde und dem Kapitalismus jemals die Hand reichen würde.“
Die führenden Persönlichkeiten der intellektuellen DDR-Elite, so Anna Seghers, Helene Weigel, Willi Bredel, saßen als Zuhörer im Gerichtssaal.